# كاتون اند (بيدفوردشير)
كاتون اند (بالإنجليزية: Cotton End)‏ هي قرية تقع في المملكة المتحدة في شرق انجلترا.